# ژراردوو
ژراردوو (به لهستانی:  Żyrardów) یک منطقهٔ مسکونی در لهستان است که در شهرستان ژراردوف واقع شده‌است. ژراردوو ۱۴٫۳۵ کیلومتر مربع مساحت و ۴۱٬۱۶۱ نفر جمعیت دارد.

## خواهرخوانده
شهر دلچفو خواهرخواندهٔ ژراردوو هست.